# Bobillier (Mondkrater)
Bobillier ist ein kleiner, schüsselförmiger Einschlagkrater im südwestlichen Teil des Mare Serenitatis. Er liegt nordnordwestlich des Kraters Bessel. Im Süden und Westen verläuft ein Höhenzug, der als Dorsum Buckland bezeichnet wird.
Bobillier war als Bessel E bekannt, ehe er 1976 durch die Internationale Astronomische Union (IAU) umbenannt wurde.